# Ni Zhiqin
Ni Zhiqin (förenklade tecken: 倪志钦, traditionella tecken: 倪志欽, pinyin: Ní Zhìqīn, tidigare ofta omnämnd som Ni Chih-Chin), född 14 april 1942, är en före detta kinesisk höjdhoppare.
Mest känd i friidrottskretsar blev nog Ni Zhiqin då han 8 november 1970 överträffade sovjetiske Valerij Brumels gällande världsrekord (2,28) med ett hopp på 2,29 i Shanghai. Resultatet godkändes dock aldrig som officiellt världsrekord av det internationella friidrottsförbundet IAAF, eftersom Kina vid denna tidpunkt inte var medlem av denna ratificerande organisation. Av denna anledning kom Brumels rekord officiellt att stå till 3 juli 1971, då amerikanen Pat Matzdorf hoppade 2,29.
Ni Zhiqin fick, på grund av den politiska situationen i Kina, heller aldrig möta sina västliga motståndare. Många västliga medier ställde sig därför frågande till hans resultat. Dock finns det tre dokumenterade tillfällen då Ni Zhiqin tävlade utanför Kina; vid de så kallade GANEFO-spelen i Jakarta 1963 och i Phnom Penh 1966, samt vid de asiatiska spelen i Teheran 1974 (vilket var första gången Kina deltog i denna tävling). I Phnom Penh 1966 vann Ni Zhiqin med 32 cm på höjden 2,27 (endast en cm under det gällande världsrekordet) och i Teheran åtta år senare (som 32-åring i idrottskarriärens nedgångsfas) erhöll han en silvermedalj efter ett hopp på 2,16.

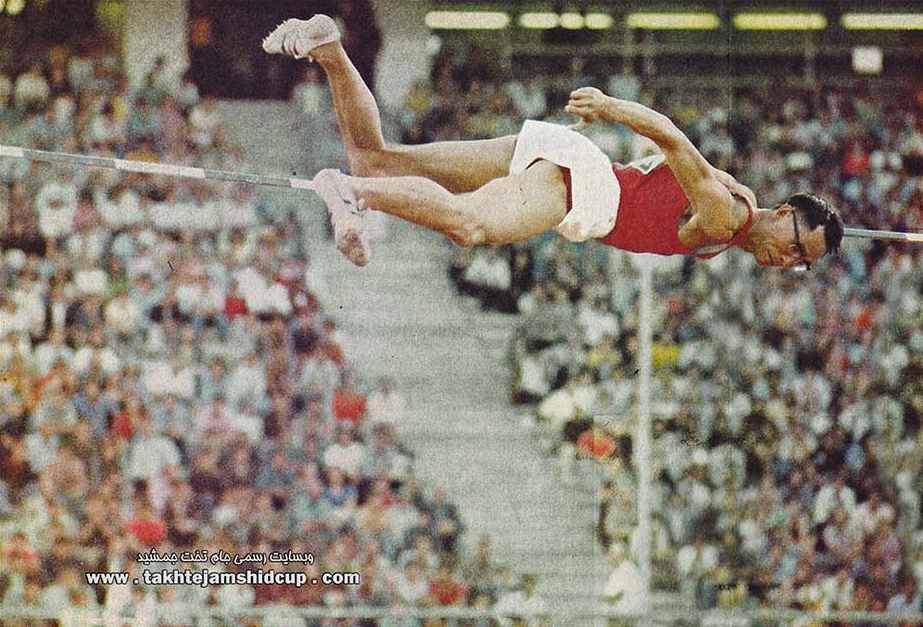
Ni Zhiqin tävlar vid asiatiska spelen i Teheran 1974.

Under Ni Zhiqins storhetstid som höjdhoppare pågick den kinesiska kulturrevolutionen och hans extraordinära prestationer gjorde honom snart till en folkets hjälte och ett sedelärande exempel. Av denna anledning blev han ett kärt föremål för en rik mytbildning. Han hävdas att i början av sin karriär varit både lat och kräsen i samband med träning och tävling, men att han så småningom tog lärdom av soldaterna och deras härdande övningar. Enligt legenden sökte han sig därefter till friidrottsarenor av dålig kvalitet och han ska med förkärlek ha tränat i både regn och blåst, med den konsekvens att han till slut bemästrade alla slags förhållanden på höjdhoppsbanan.
Efter avslutad idrottsskarriär fick Ni Zhiqin en hög post inom det kinesiska friidrottsförbundet och han beskrevs mot slutet av 1970-talet som en världsvan, modernt klädd herre med cigarett i mungipan. Det finns ringa källmaterial om Ni Zhiqin fram till 1995 då han arresterades och dömdes till åtta års fängelse för mutbrott. Efter avtjänat straff har han enligt ett blogginlägg från en journalist på China Daily arbetat med bilar, men i övrigt levt ett tillbakadraget liv fjärran från sin forna berömmelse.
En intressant detalj: Ni Zhiqin är född på exakt samma dag som sin sovjetiske höjdhoppskollega Valerij Brumel.